# 4137 Crabtree
4137 Crabtree è un asteroide della fascia principale. Scoperto nel 1970, presenta un'orbita caratterizzata da un semiasse maggiore pari a 2,3647029 UA e da un'eccentricità di 0,0168302, inclinata di 3,80089° rispetto all'eclittica.